# 山口吉暉
山口 吉暉（やまぐち よしてる、1921年7月27日 - 2006年7月15日）は、日本の政治家。千葉県勝浦市長（8期）。

## 来歴
千葉県出身。1943年明治大学専門部卒。1963年勝浦市議会議員に当選し1期務める。1967年勝浦市長に当選。以来連続8期32年務める。在職中国際武道大学を勝浦市に誘致し、開学した。同大学の副理事長や日本武道館常任理事を務めた。1999年退任する。2002年勲三等旭日中綬章受章。2006年7月15日死去、84歳。死没日をもって従四位に叙される。

## 親族
- 息子、山口和彦 - 勝浦市長